# Parabéns pra Você (minissérie)
Parabéns pra Você é uma minissérie brasileira produzida e exibida pela TV Globo de 16 de fevereiro a 4 de março de 1983, em 13 capítulos.
Escrita por Bráulio Pedroso com colaboração de Geraldo Carneiro, foi dirigida por Denis Carvalho e Marcos Paulo. 
Contou com Daniel Filho, Débora Duarte, Fernanda Torres e Juca de Oliveira nos papéis principais. 

## Sinopse
A trama se inicia no aniversário de 40 anos de Mendonça, um professor de Física desanimado da vida e do trabalho,  que vive um casamento acomodado com a jornalista Maria Rita. Ela, por sua vez está com a carreira em ascensão e, vendo a crise de seu casamento, cria um programa de entrevistas na emissora em que trabalha, na qual pretende entrevista personalidades na faixa dos 40 anos, discutindo conquistas e planos. A emissora aprova e, entusiasmada, Maria Rita começa a produzir o material, entrevistando personalidades como Gilberto Gil, Henfil, Cacá Diegues, Luiz Carlos Maciel, Éder Jofre e Marina Colasanti, gerando ao final uma reportagem especial. Mas, uma reviravolta acontece, quando Mendonça se envolve com Irene, uma de suas alunas, vinte anos mais jovem do que ele; enquanto paralelamente Maria Rita se envolve com Volber. Mas ao final, se reconciliam e começam uma nova vida a dois.

## Elenco
| Interprete              | Personagem    |
| ----------------------- | ------------- |
| Débora Duarte           | Maria Rita    |
| Daniel Filho            | Mendonça      |
| Juca de Oliveira        | Volber        |
| Fernanda Torres         | Irene         |
| Altair Lima             | Tito          |
| Flávio Migliaccio       | Valdir        |
| Isabel Ribeiro          | Helena        |
| Jorge Dória             | Baby          |
| Norma Bengell           | Mara          |
| Cláudio Corrêa e Castro | Moreira Braga |
| Antônio Pedro           | Zequinha      |
| Oswaldo Loureiro        | Armando       |
| Marcos Plonka           | Isaac         |
| Sérgio Ricardo          | Carlinhos     |
| Tânia Scher             | Glorinha      |

### Participações especiais
| Interprete      | Personagem         |
| --------------- | ------------------ |
| Adriano Reys    | Tiago              |
| Ângela Vieira   | Arlete             |
| George Otto     | Feliímho           |
| Ítalo Rossi     | Vice-reitor        |
| José de Abreu   | médico de Zequinha |
| Lúcia Veríssimo | assaltante         |
| Neuza Borges    | Rosa               |
| Nina de Pádua   | Sandrinha          |
| Ruy Rezende     | Paixão             |
| Vera Holtz      | vendedora          |
| Walter Breda    | Clodoaldo          |

## Curiosidades
A hoje atriz Flávia Alessandra fez figuração na minissérie, aparecendo no fundo de uma cena em que Daniel Filho e Fernanda Torres discutiam num restaurante. Curiosamente, Flávia se casaria muitos anos depois com o diretor da série, Marcos Paulo. A atriz Juliana Carneiro da Cunha aparecia na abertura.

## Audiência
A minissérie teve uma das mais baixas audiências daquele ano - na época, a imprensa culpou o entrecho metalinguístico da trama como causa do fiasco.